# Francis Baring, 1:e baronet
Francis Baring, 1:e baronet, född 18 april 1740 i Exeter, död 11 september 1810, var en brittisk handelsman. Han var far till Thomas Baring, 2:e baronet, Alexander Baring, 1:e baron Ashburton och Henry Baring.
Baring grundade i London 1770 bankfirman Baring brothers & co.. Från 1779 tillhörde han även ledningen för Ostindiska kompaniet. Han hade ett väldigt anseende som finansman, och kallades vid sin död "Europas främste köpman", och hans firma ägde ett sådant anseende att talesättet sade: "Det finnes sex stormakter i Europa: England, Frankrike, Ryssland, Österrike, Preussen och Baring brothers".